# Pierre de Coubertin
Charles Pierre Frédy de Coubertin (känd som Pierre, Baron de Coubertin), född 1 januari 1863 i Paris som Pierre (de) Frédy, död 2 september 1937 i Genève, var en fransk baron, idrottsledare, pedagog, författare, tidningsutgivare och mustaschkonnässör. Han var en av skaparna av de moderna olympiska spelen. 1912 vann han olympiskt guld i litteratur, tävlande för Tyskland under den dubbla pseudonymen "Georges Hohrod" och "M. Eschbach".

## Biografi

### Bakgrund
Han föddes 1863 i Paris som Pierre Frédy, av adlig börd men republikan till övertygelsen. Han kom att omfatta patriotiska tankar men med en internationalistisk vinkel. Trots att han kom att få uppleva Frankrikes förlust i fransk-tyska kriget bar han på optimism och framåtanda. I tjugoårsåldern letade han länge efter ett mål i livet.
de Coubertin inspirerades av Thomas Arnolds teori om idrottens vikt i den engelska manliga utbildningen och fostran.

### Olympisk verksamhet
Efter att nya arkeologiska fynd (kanske framför allt tysken Ludwig Curtius) ökat intresse för de antika olympiska spelen framkastade de Coubertin 1889 idén (återupprepat 1892) att de olympiska spelen skulle kunna återupptas. Därefter ägnade han under de kommande sju åren stor energi åt att bygga internationellt stöd för idén, som syftade till en internationell tävling som skulle främja fred, förståelse och amatöridrott på en global nivå. Hans grundidé skapade också många av de nyckelingredienser som ingår i de moderna olympiska spelen, inklusive den olympiska stadgan, den olympiska eden och protokollet för öppnings- och avslutningsceremonierna vid spelen.

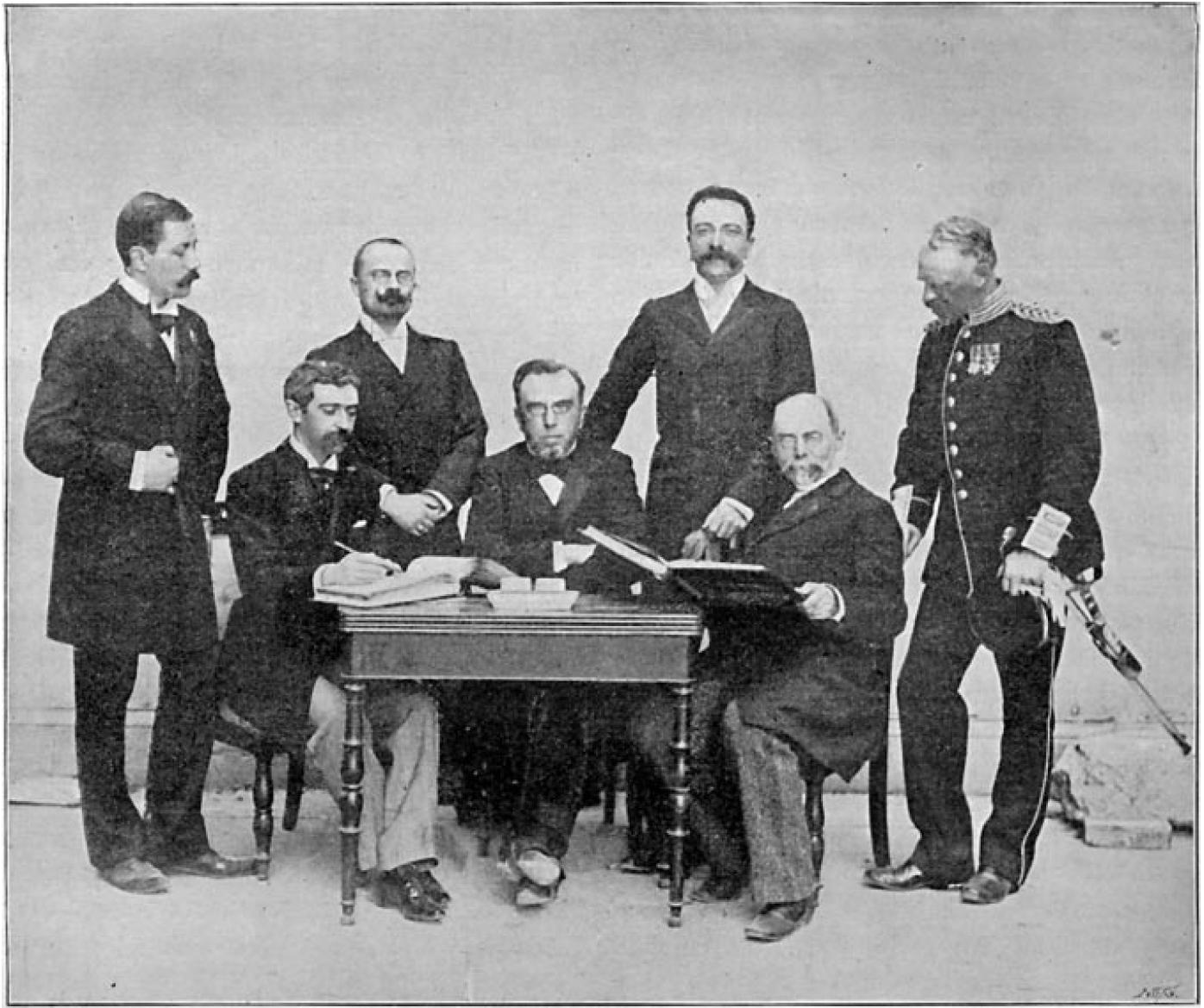
Delar av IOK vid 1896 års spel. Fr.v: Coubertin, Willibald Gebhardt, Jiří Stanislav Guth-Jarkovský, Victor Balck, Demetrios Vikelas, Ferenc Kemény, Victor Balck och Aleksandr Butovskij.

de Coubertin var 1894 med och bildade den Internationella Olympiska Kommittén (IOK). Han var påverkad av det gamla grekiska idrottsidealet om samspelet mellan kropp och själ och blev tidigt övertygad om vikten av fysisk fostran för utvecklingen av unga människor. Han hävdade också betydelsen av internationella idrottstävlingar för att hindra stridigheter mellan nationerna och skapa fred.
De ursprungliga reglerna, föreslagna av Pierre de Coubertin själv, innebar att IOK-ordföranden skulle komma från det land där de olympiska spelen skulle hållas. Därför blev greken Demetrios Vikelas kommitténs förste ordförande, sedan denne övertygat IOK om att de första moderna spelen skulle hållas i Aten 1896. de Coubertin var därefter IOK:s ordförande mellan 1896 och 1925.
Under Olympiska sommarspelen 1912 tävlade han i grenen litteratur under pseudonymen Georges Hohrod och M(artin) Eschbach och vann. Den tävlande ställde upp som representant för Tyskland. Verket Ode till idrotten lämnades in på tre språk – franska, engelska och tyska. Den förstnämnda pseudonymen kom från en pseudonym som de Coubertin tidigare använt sig av, när han 1899 publicerade den självbiografiska romanen Le Roman d'un rallié. Det antas att de Coubertins fru Marie, född Rothan och delvis uppvuxen på tysk mark, stod för verkets översättning till tyska. Senare rön har givit vid handen att pseudonymerna är inspirerade av de två orterna "Hohrodberg" och "Eschbach-au-Val", belägna nära Maries hembygd i södra Alsace.
1915 (under första världskriget) flyttade de Coubertin IOK:s högkvarter till schweiziska Lausanne, och han bodde där själv fram till sin död.
Senare års studier har förtydligat att de Coubertin inte var den ende som kom med idén att skapa de moderna olympiska spelen. Han var dock den mest aktive i arbetet med att få till stånd och utveckla den moderna olympiska tanken, och i olympiska/franska sammanhang benämns han därför korrekt som le rénovateur ('förnyaren').

### Olympiskt motto
Pierre de Coubertin är känd för att ha myntat det välkända ordstävet "Det viktigaste i livet är inte att segra, utan att kämpa väl." Detta motto är dock baserat på de Coubertins komplettering av ett uttalande av Ethelbert Talbot, biskop av Bethlehem i Pennsylvania. Denne höll 19 juli 1908, under olympiska spelen 1908 i London, en predikan i Saint Paul's Cathedral där han infogade:
| ”                        | /…/ själva spelen är bättre än tävlan och priset. /…/ även om endast en kan lagerbekrönas, kan alla glädjas av [att ta del av] kampen. | „ |
| – Ethelbert Talbot, 1908 | |   |

 de Coubertin ansåg att den här predikan var av stor filosofisk vikt och återupprepade därefter Talbots ord, vilka han tolkade fritt som "Det viktigaste i dessa olympiska spel är inte att segra utan att deltaga." Detta kompletterade med en egen fortsättning där han underströk den idrottsliga /idén:
| ”                           | Det viktigaste i livet är ingalunda triumfen utan kampen; det väsentliga är inte att ha segrat utan att ha kämpat väl. | „ |
| – Pierre de Coubertin, 1908 | |   |

### Övrig verksamhet och familj
de Coubertin grundlade senare även ett flertal andra internationella organisationer för pedagogik och idrottspedagogik. 
Bland Coubertins litterära verk märks Essais de psychologie sportive (1913), Leçons de gymnastique utilitaire (1915) och Pédagogie sportive (1923).
de Coubertins liv utanför den olympiska sfären var mindre framgångsrik. Hans familjeliv drabbades av ett antal olyckor, vilket enligt bedömare antas fått honom att delvis engagera sig mer i det olympiska för att glömma bort familjbekymren.
1895 gifte han sig med Marie Rothan, en dotter till vänner till släkten. De fick två barn, där sonen Jacques efter att ha blivit avglömd i solen (vilket föräldrarna anklagade varandra för) drabbades av utvecklingsstörning och dottern förblev ensam och orolig. Istället ägnade paret energi åt två brorsöner, vilka dock dödades under första världskriget. När Pierre de Coubertin 1937 avled utsläcktes därför den 500 år gamla släktlinjen Coubertin.
Pierre de Coubertin begravdes i Bois de Vaux, när IOK-högkvarteret. Enligt hans egen vilja begravdes hans hjärta separat, nära platsen för den antika stadion i Olympia.

## Utmärkelser
Asteroiden 2190 Coubertin är uppkallad efter honom.

## Bildgalleri

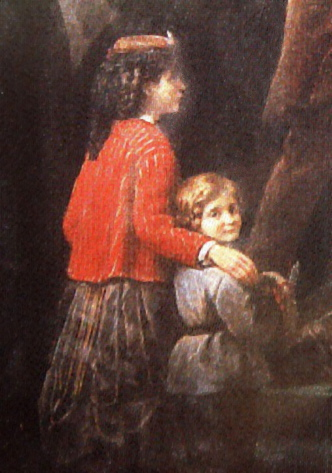
Pierre de Coubertin som barn (t.h., syster t.v.). Detalj av målning av fadern Charles Louis de Fredy de Coubertin (1869).
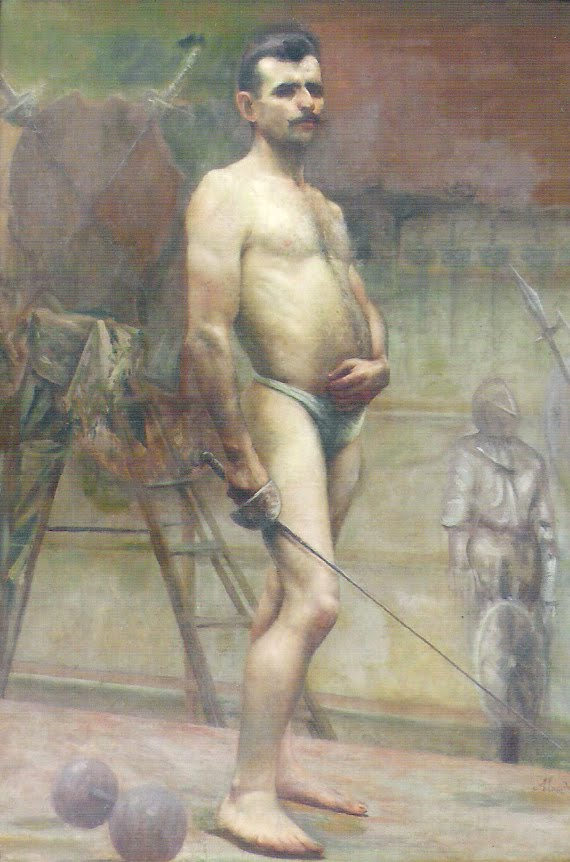
Målning av José Ferraz de Almeida Júnior, föreställande Pierre de Coubertin som fäktare.
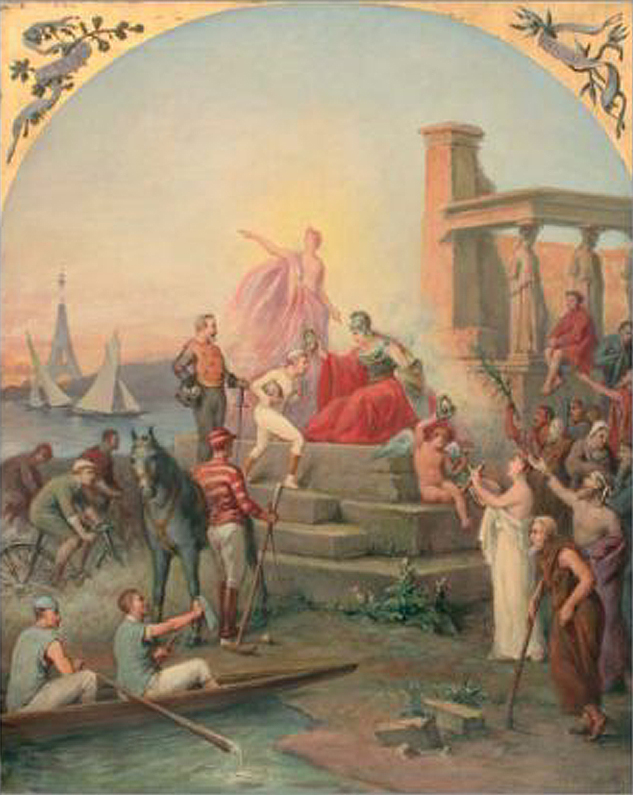
Olympisk målning av fadern Charles de Coubertin (1896).
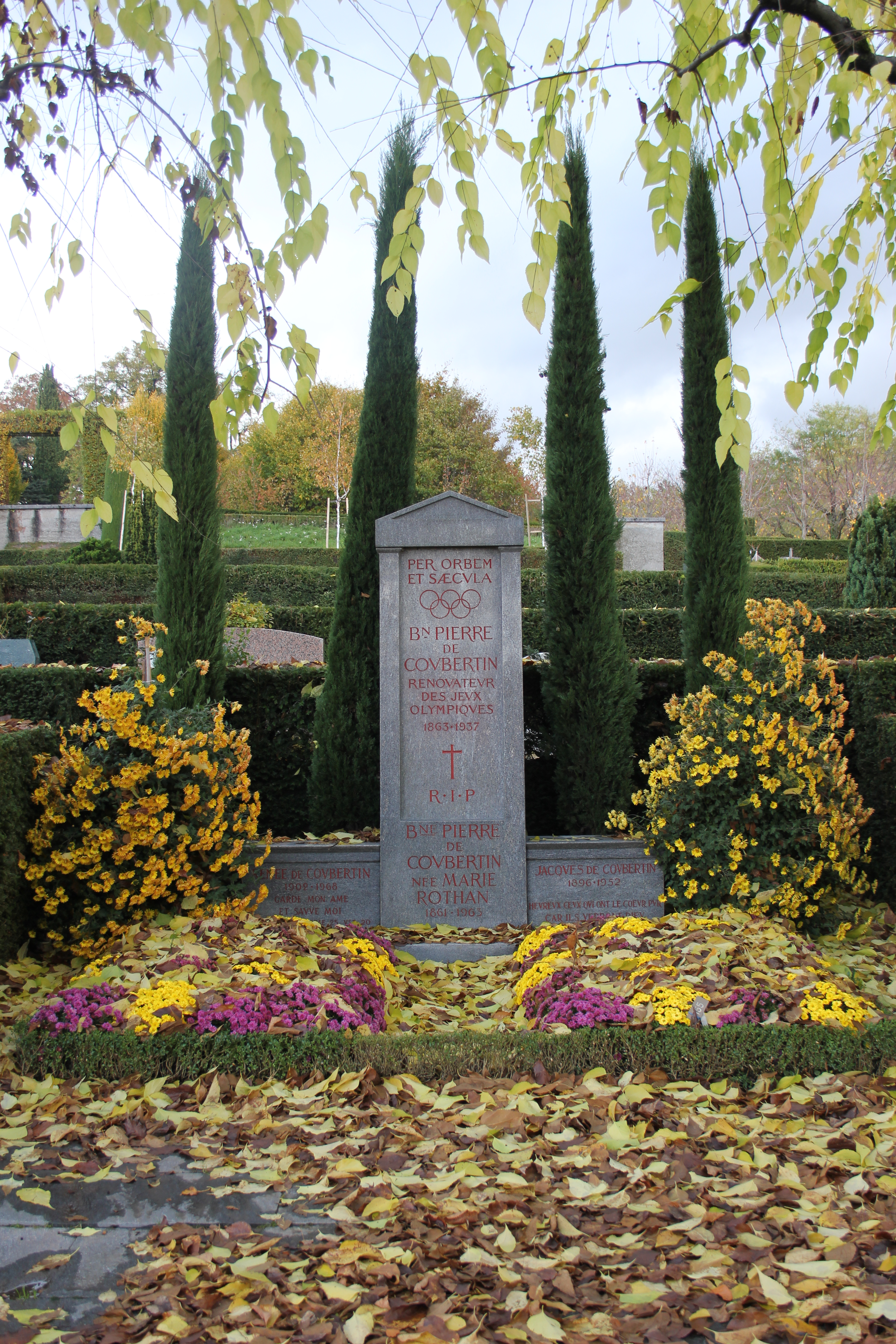
de Coubertins grav.
Coubertin-baronernas vapensköld